# Morus (rodzaj)
Morus – rodzaj ptaków z rodziny głuptaków (Sulidae).

## Zasięg występowania
Rodzaj obejmuje gatunki występujące na południowym wybrzeżu Afryki, wybrzeżach Australii, Nowej Zelandii i północnych obszarach Atlantyku.

## Morfologia
Długość ciała 84–100 cm, rozpiętość skrzydeł 160–180 cm; masa ciała 2300–3600 g.

## Systematyka

### Etymologia
- Morus: gr. μωρος mōros „głupi, niemądry”. Dawniejsi podróżnicy opisywali brak lęku głuptaków przed człowiekiem w ich koloniach lęgowych, co umożliwiało bliskie podejście do nich i możliwość złapania ich lub zabicia[8].
- Plancus: łac. plancus „płaskostopy”[9]. Gatunek typowy: Pelecanus bassanus Linnaeus, 1758; młodszy homonim Plancus Rafinesque, 1815 (Falconiformes).
- Sulita: rodzaj Sula Brisson, 1760; łac. przyrostek zdrabniający -ita[10]. Gatunek typowy: Pelecanus bassanus Linnaeus, 1758.
- Microsula: gr. μικρος mikros „mały”[11]; rodzaj Sula Brisson, 1760 (głuptak)[5]. Gatunek typowy: †Sula avita Wetmore, 1938.

### Podział systematyczny
Do rodzaju należą następujące gatunki:
- Morus bassanus (Linnaeus, 1758) – głuptak zwyczajny
- Morus capensis (M.H.C. Lichtenstein, 1823) – głuptak przylądkowy
- Morus serrator (G.R. Gray, 1843) – głuptak australijski